# Thriller (serie de televisión)
Thriller, conocida en castellano bajo los títulos de Tensión (en España), Misterio en su casa (en México), Cero: La hora del suspenso (en Argentina) y Gran cine del misterio (en Venezuela) es una serie de televisión británica transmitida originalmente entre 1973 y 1976 por la cadena ITV, cuyo autor es Brian Clemens (quien también fue el autor de otras series exitosas a nivel mundial en las décadas de 1960 y 1970 como Los vengadores y Los profesionales) y escribió 38 de los 43 capítulos de la misma.

## Sinopsis
La serie consiste en una antología de inquietantes historias de suspenso, brujería, misterio, crimen o terror a menudo rematadas por un final inesperado, cuando no sorprendente.

## Listado de episodios

### Primera temporada (1973)
| Título original                  | Título en castellano     | Fecha de estreno    | Elenco |
| -------------------------------- | ------------------------ | ------------------- | --- |
| Lady Killer                      | Asesino de mujeres       | 14 de abril de 1973 | Barbara Feldon, T. P. McKenna, Robert Powell, Linda Thorson, Mary Wimbush, Ivor Roberts.                                                                     |
| Possession                       | Posesión                 | 21 de abril de 1973 | John Carson, James Cossins, Joanna Dunham, Jack Galloway. |
| Someone at the Top of the Stairs | Hay alguien arriba       | 28 de abril de 1973 | Donna Mills, Peter Cellier, Judy Carne, David de Keyser, Alethea Charlton, Rhoda Lewis.                                                                      |
| An Echo of Theresa               | Un eco de Teresa         | 5 de mayo de 1973   | Dinsdale Landen, Polly Bergen, Vernon Dobtcheff, John Caesar.                                                                                                |
| The Colour of Blood              | El color de la sangre    | 12 de mayo de 1973  | Norman Eshley, Katherine Schofield, Derek Smith, Garrick Hagon, Geoffrey Chater, Malcolm Terris, Eric Mason.                                                 |
| Murder in Mind                   | Asesinato en la mente    | 19 de mayo de 1973  | Donald Gee, Richard Johnson, Zena Walker, Ronald Radd. |
| A Place to Die                   | Un lugar para morir      | 26 de mayo de 1973  | Arnold Ridley, Harold Bennett, Georgine Anderson, Bryan Marshall, Lila Kaye, Sydney Bromley, Jenny Laird, Graham Weston, Bill Ward, John Flint, John Moreno. |
| File It Under Fear               | Archivarlo bajo el temor | 2 de junio de 1973  | Jan Francis, James Grout, John Le Mesurier, Maureen Lipman, Richard O'Callaghan.                                                                             |
| The Eyes Have It                 | Está en sus ojos         | 9 de junio de 1973  | Sinéad Cusack, Dennis Waterman, Alun Armstrong, David Jackson, Leslie Schofield, Peter Vaughan, William Marlowe, Colin McCormack.                            |
| Spell of Evil                    | Hechizo diabólico        | 16 de junio de 1973 | Diane Cilento, Edward de Souza, Jennifer Daniel, Martin Wyldeck, Philip Anthony, Reg Lye.                                                                    |

### Segunda temporada (1974)
| Título original         | Título en castellano              | Fecha de estreno      | Elenco |
| ----------------------- | --------------------------------- | --------------------- | --- |
| Only a Scream Away      | Sólo un grito más allá            | 26 de enero de 1974   | Hayley Mills, Jeremy Bulloch, David Warbeck.                                                                                                  |
| Once the Killing Starts | Una vez que se empieza a matar... | 2 de febrero de 1974  | Angharad Rees, Patrick O'Neal, Gerald Sim, Patricia Donahue, Michael Kitchen, Gary Watson, Terry Wright.                                      |
| Kiss Me and Die         |                                   | 9 de febrero de 1974  | Jenny Agutter, Russell Hunter, Anton Diffring, George Chakiris, Stephen Greif.                                                                |
| One Deadly Owner        |                                   | 16 de febrero de 1974 | Donna Mills, Jeremy Brett, Laurence Payne, Bob Holness.                                                                                       |
| Ring Once for Death     | Llama, si quieres morir           | 23 de febrero de 1974 | Nyree Dawn Porter, Michael Jayston, Barry Nelson, Janet Key, Thorley Walters, Victor Winding, Clare Sutcliffe, Richard Oldfield.              |
| K is for Killing        |                                   | 2 de marzo de 1974    | Stephen Rea, Arthur White, Derek Francis, Gayle Hunnicutt, Christopher Cazenove, Peter Dyneley, Oliver Smith, Gilly Flower, James Appleby.    |
| Sign it Death           |                                   | 9 de marzo de 1974    | Patrick Allen, John Arnatt, Francesca Annis, Moira Redmond, Edward Judd, Barry Stanton, James Bate, Leon Eagles, Alan Bennion, Jimmy Gardner. |
| Who Killed Lamb?        |                                   | 16 de marzo de 1974   | Barbara Leigh-Hunt, David Swift, Derek Francis.                                                                                               |

### Tercera temporada (1974)
| Título original                      | Título en castellano                | Fecha de estreno    | Elenco |
| ------------------------------------ | ----------------------------------- | ------------------- | --- |
| A Coffin for the Bride               | Un ataúd para la novia              | 1 de junio de 1974  | Michael Jayston, Helen Mirren, Tony Steedman, Josephine Tewson, Arthur English, Hugh Morton, Richard Hampton.                |
| I'm the Girl He Wants to Kill        |                                     | 8 de junio de 1974  | Geoffrey Whitehead, Anthony Steel, Robert Lang, Tony Selby, Julie Sommars, Annette Woollett.                                 |
| Death to Sister Mary                 | La hermana Mary                     | 15 de junio de 1974 | George Maharis, Jennie Linden, Robert Powell, Derek Fowlds, Windsor Davies, Leigh Lawson, Anthony Newlands, Norman Mitchell. |
| In the Steps of a Dead Man           |                                     | 22 de junio de 1974 | John Nolan, Skye Aubrey, Richard Vernon, Christopher Benjamin, Faith Brook, John Garvin.                                     |
| Come Out, Come Out, Wherever You Are | ¡Salga, salga del lugar donde esté! | 29 de junio de 1974 | Lynda Day George, Peter Jeffrey, John Carson, Colette O'Neil, Bernard Holley, John Line, Molly Weir, Kevin Brennan.          |
| The Next Scream You Hear             | El próximo grito que escuches       | 6 de julio de 1974  | Richard Todd, Edward Hardwicke, Dinsdale Landen, Suzanne Neve, Frank Wylie, Belinda Mayne.                                   |

### Cuarta temporada (1975)
| Título original               | Título en castellano       | Fecha de estreno     | Elenco |
| ----------------------------- | -------------------------- | -------------------- | --- |
| Screamer                      | Terror                     | 4 de enero de 1975   | Pamela Franklin, Jim Norton, Peter Howell, Derek Smith, Wolfe Morris, Donal McCann.                                                       |
| Nurse Will Make It Better     | La enfermera lo hará mejor | 11 de enero de 1975  | Diana Dors, Michael Culver, Patrick Troughton, Ed Bishop, Cec Linder, Andrea Marcovicci, Wendy Williams.                                  |
| Night is the Time for Killing | La noche es para matar     | 18 de enero de 1975  | Judy Geeson]], Charles Gray, Jeffrey Wickham, Duncan Preston, Milos Kirek, Robert MacLeod, Aimée Delamain, Edward Burnham, Reg Pritchard. |
| Killer with Two Faces         | Asesino con dos caras      | 25 de enero de 1975  | Donna Mills, Ian Hendry, Hazel McBride, Roddy McMillan, Robin Parkinson, Ralph Ball.                                                      |
| A Killer in Every Corner      | Experimento siniestro      | 1 de febrero de 1975 | Patrick Magee, Don Henderson, Petra Markham, Eric Flynn, Joanna Pettet, Max Wall, Peter Settelen.                                         |
| Where the Action Is           | Donde está la acción       | 8 de febrero de 1975 | Edd Byrnes, Ingrid Pitt, Trevor Baxter, George Innes, Frank Coda.                                                                         |

### Quinta temporada (1975)
| Título original                     | Título en castellano                         | Fecha de estreno    | Elenco |
| ----------------------------------- | -------------------------------------------- | ------------------- | --- |
| If It's a Man, Hang Up              | Si es un hombre, cuelga                      | 12 de abril de 1975 | Tom Conti, Gerald Harper, Carol Lynley, Michael Byrne, Sue Holderness, John Cater, Paul Angelis, David Gwillim.                                                                                 |
| The Double Kill/Take                | Doble asesinato                              | 19 de abril de 1975 | Peter Bowles, Gary Collins, James Villiers, John Flanagan, Griffith Davies, Gordon Salkilld, Norman Mitchell, Paul Nicholson.                                                                   |
| Won't Write Home Mom - I'm Dead     | No escribo a casa, mamá, porque estoy muerta | 26 de abril de 1975 | Ian Bannen, Dallas Adams, Oliver Tobias, Suzanne Neve. |
| The Crazy Kill                      | Las apariencias engañan                      | 3 de mayo de 1975   | Denholm Elliott, Anthony Valentine, Mark Wing-Davey, Dennis Chinnery, David Horovitch, Alan Browning, John Moreno, Robert Lindsay.                                                              |
| Good Salary, Prospects, Free Coffin | Buen salario, ataúd gratis                   | 10 de mayo de 1975  | James Maxwell, Julian Glover, Keith Barron, John Abineri, Karl Held, Kim Darby, Bruce Boa, Martin Read, Reg Lye, Peter Hill, Annette Woollett.                                                  |
| The Next Voice You See              |                                              | 17 de mayo de 1975  | Nigel Havers, Catherine Schell, Ian Redford, Ray Smith, Bradford Dillman, Geoffrey Chater, Rachel Davies, Neil Hallett, Holly Palance, John Forbes-Robertson, Robert Lankesheer, William Wilde. |
| Murder Motel                        | Hotel del crimen                             | 24 de mayo de 1975  | Ralph Bates, John Hallam, Adrian Shergold, Derek Francis, Gillian McCutcheon, Edward Judd, Patrick Tull, Keith Anderson.                                                                        |

### Sexta temporada (1976)
| Título original             | Título en castellano             | Fecha de estreno    | Elenco |
| --------------------------- | -------------------------------- | ------------------- | --- |
| Sleepwalker                 | La sonámbula                     | 10 de abril de 1976 | Michael Kitchen, John Challis, Robert Beatty, Ian Redford. |
| The Next Victim             |                                  | 17 de abril de 1976 | T. P. McKenna, Ronald Lacey, Harold Bennett, Carroll Baker, Maurice Kaufmann, Martin Benson, Martin Fisk, Alan Gerrard.                                                               |
| Nightmare for a Nightingale | Pesadilla para un ruiseñor       | 24 de abril de 1976 | Ronald Leigh-Hunt, Stephen Greif, Stuart Damon, Sydney Tafler, Peter Hill. |
| Dial a Deadly Number        | Equivocación mortal              | 1 de mayo de 1976   | David Warbeck, Gemma Jones, Beth Morris, Cavan Kendall. |
| Kill Two Birds              | Dos chicas y un convicto         | 8 de mayo de 1976   | Bob Hoskins, Susan Hampshire, David Daker, Stephen Yardley, Dudley Sutton, Gabrielle Drake, Bunny May, John Flanagan, Donald Morley, Christopher Ellison, Dawn Perllman, John Bailey. |
| A Midsummer Nightmare       | Pesadilla de una noche de verano | 15 de mayo de 1976  | Brian Blessed, Tony Anholt, Freddie Jones, Joanna Pettet. |
| Death in Deep Water         | Muerte en el mar                 | 22 de mayo de 1976  | Ian Bannen, Bradford Dillman, Suzan Farmer, Philip Stone. |